# Samenvloeiing

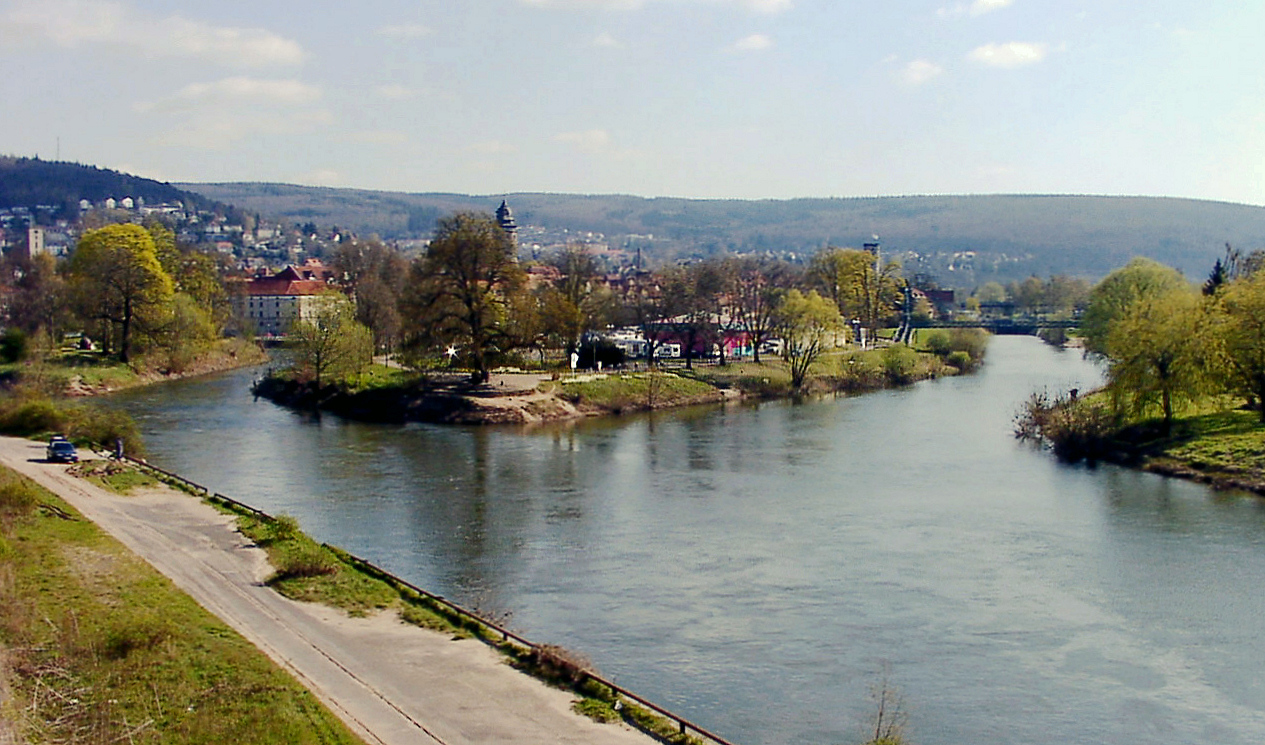
De samenvloeiing van de Werra en de Fulda, die zich voortzetten als Wezer

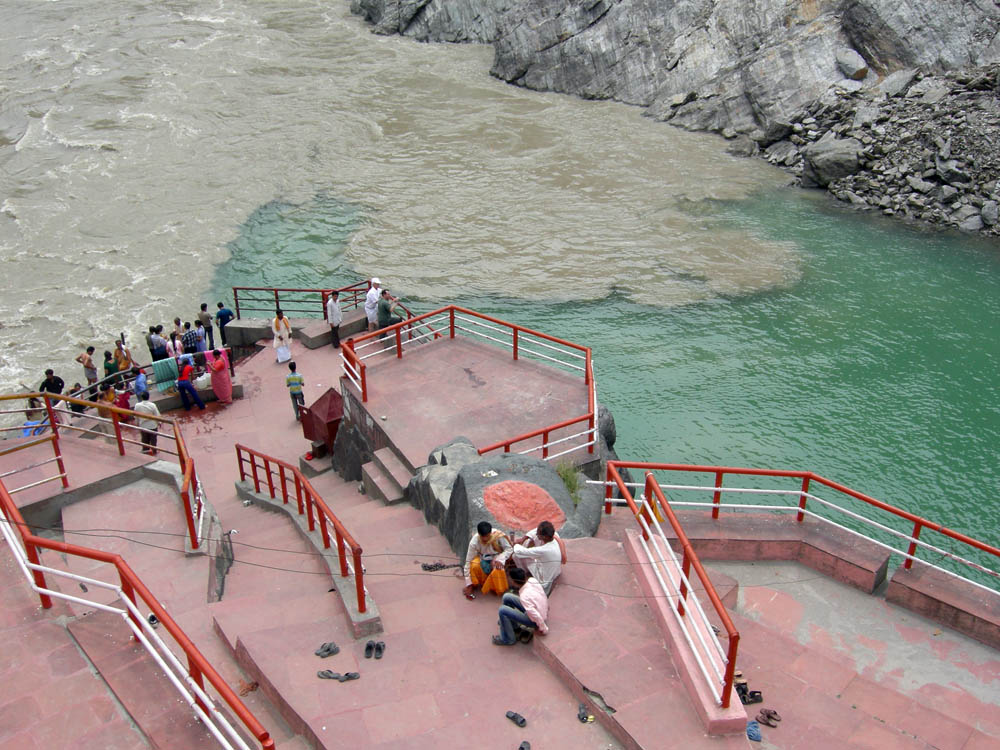
Samenvloeiing van Bhagirathi en Alaknanda bij ontstaan van de Ganges

Een samenvloeiing is in ruime zin een plaats waar twee rivieren bij elkaar komen en gezamenlijk hun loop voortzetten. In engere zin gaat het om twee gelijkwaardige rivieren die tot dit punt elk een andere naam dragen dan hun gemeenschappelijke benedenloop.
Voorbeelden van deze typische samenvloeiingen zijn:
- de Rupel als samenvloeiing van de Nete (op zijn beurt een samenvloeiing van de grote en de kleine Nete) en de Dijle,
- de Durme als samenvloeiing van de Zuidlede en de Moervaart,
- de Sjatt al-Arab als samenvloeiing van de Tigris en de Eufraat,
- de Wezer als samenvloeiing van de Werra en de Fulda,
- tot 1904: de Merwede als samenvloeiing van de Maas (inmiddels afgedamd) en de Waal,
- de Viroin als samenvloeiing van de Eau Blanche en de Eau Noire.
- de Zoutkamperril als samenvloeiing van de Lauwers (rivier) het Reitdiep (diep) en het Hunsingokanaal bij Zoutkamp

De lengte van rivieren die uit een samenvloeiing voortkomen kan zowel worden weergegeven vanaf het samenvloeiingspunt, als vanaf de bron van de langste bronrivier. Beide komen voor.
Het woord samenvloeiing wordt ook gebruikt wanneer er sprake is van de monding van een zijrivier in een hoofdrivier. Zulke samenvloeiingen zijn bijvoorbeeld die van de Samber in de Maas bij Namen en de Encontro das Águas van de Rio Negro en de Amazone bij Manaus. Steden die bij een samenvloeiing zijn ontstaan, worden confluentiesteden genoemd. De naam Koblenz komt van het Latijnse woord voor samenvloeiing, confluentia. Daar komt de Moezel in de Rijn uit.